# نوط حركة 18 تشرين 1963

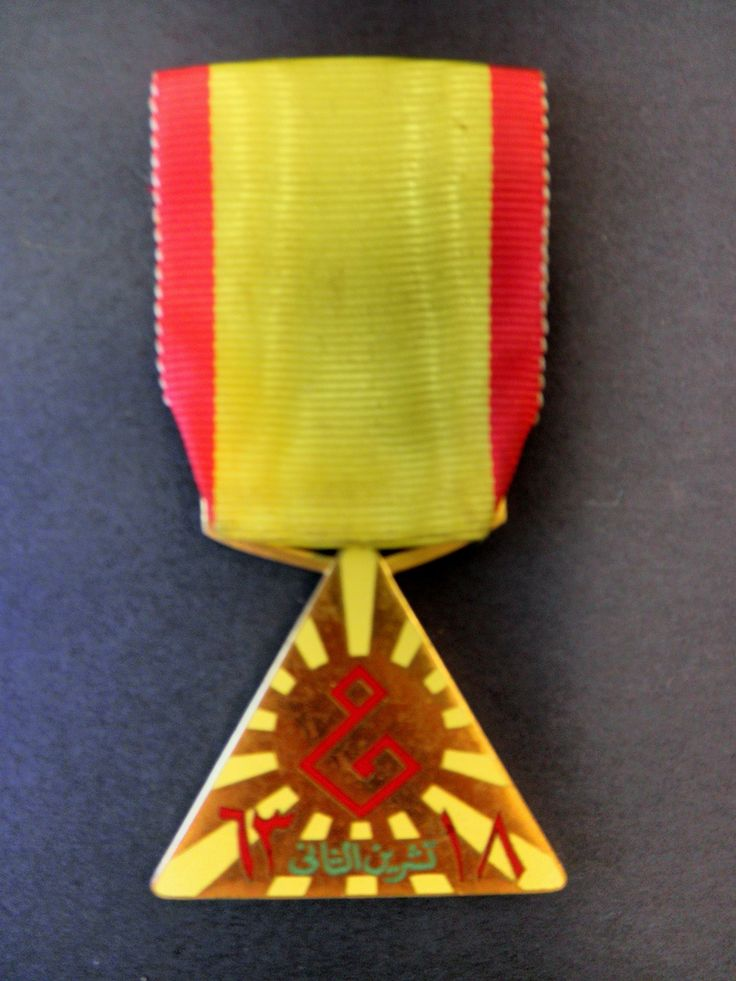
نوط حركة 18 تشرين 1963

وهو من الأوسمة عسكرية عراقية منح هذا النوط لضباط الجيش العراقي المشاركين في الإطاحة بحكومة البعث ومليشيات الحرس القومي عام 1963 بعد حركة 18 تشرين الثاني 1963 وبعد تحرك الجيش العراقي في بغداد والمحافظات الاخرئ لكبح جماح هذه المليشيات.
ولقد الغي هذا النوط لاحقا بعد مجيء حزب البعث للسلطة في العراق عام 1968 لكن احتفظ العديد من القادة العسكرين المشاركين في هذه الحركة به.

## وصف النوط
يكون النوط علئ شكل مثلث باللون الأصفر مع حرب ج أو مختصر لجيش في رمز للجيش الذي قام بالإطاحة بمليشيا الحرس القومي 